# 87-es főút
87-es főút (ungarisch für ‚Hauptstraße 87‘) ist eine ungarische Hauptstraße. Sie führt von Kám, wo sie von der 8-as főút nach Nordwesten abzweigt, über den Fluss Rába (deutsch: Raab) nach Szombathely (deutsch: Steinamanger), der im Osten umfahren wird (hier zugleich Teil der Europastraße 65). Dabei wird die 86-os főút gequert, deren nordöstlicher Abschnitt von Csorna bis Szombathely mittlerweile als Autobahn Autópálya M86 ausgebaut ist. Zwischen Szombathely und Gencsapáti zweigt nach Westen die zur österreichischen Grenze führende 89-es főút ab. Die 87-es főút führt weiter nach Nordnordwesten in die Grenzstadt Kőszeg (deutsch: Güns) und überschreitet 4,5 km weiter nordwestlich die Grenze zu Österreich bei Rattersdorf.
Die Gesamtlänge der Straße beträgt 48,5 Kilometer.

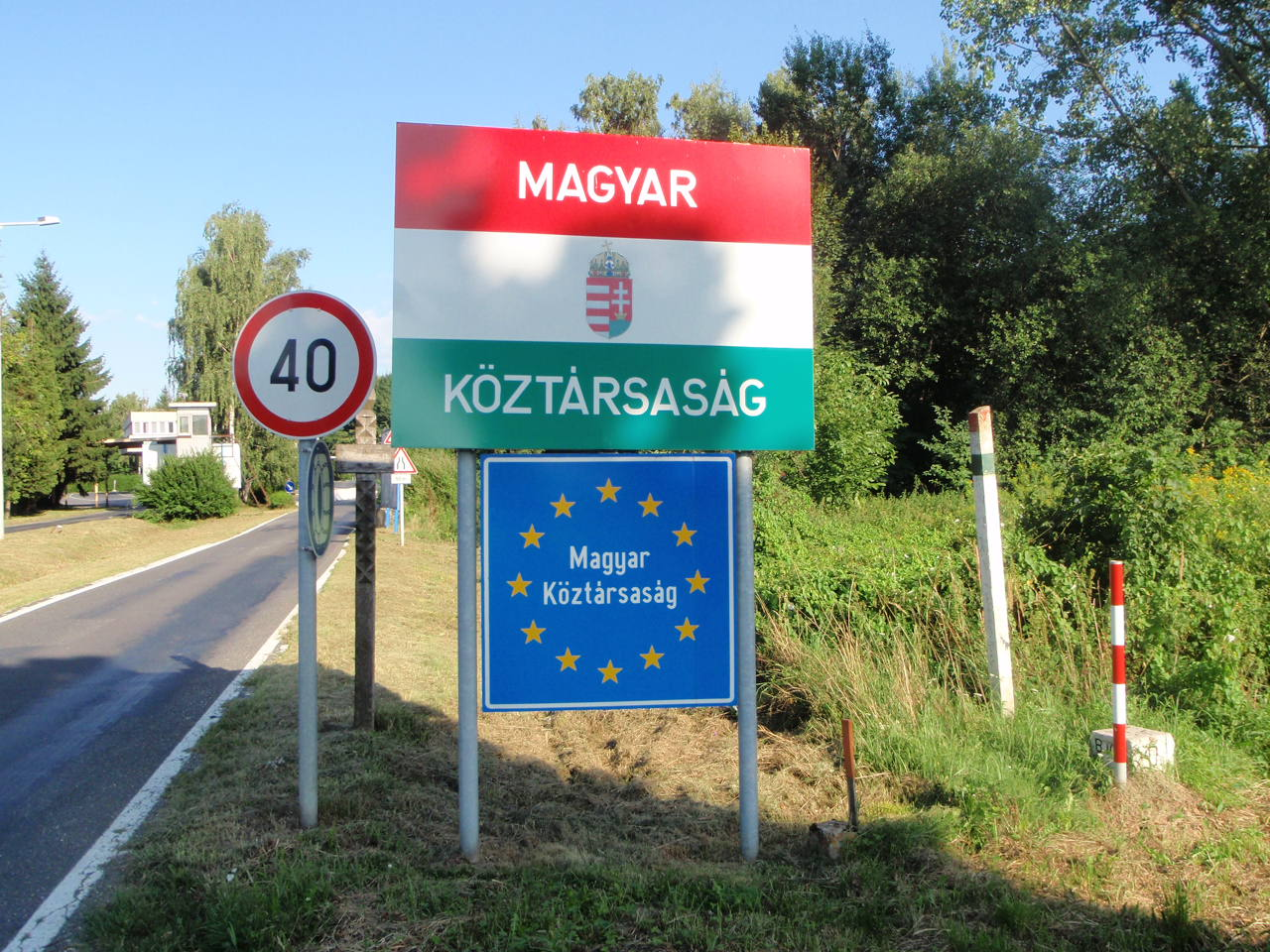
Grenze bei Kőszeg (Aufnahme 2009)